# Dragan Marinković
Dragan Marinković (Драган Маринковић, Zemun, 28 d'octubre 1950) és un advocat, director de cinema i guionista serbi.

## Biografia i carrera
Va néixer l'any 1950 a Zemun. Es va graduar en direcció de cinema i televisió a la Facultat d'Arts Dramàtiques, Universitat de les Arts de Belgrad, i al mateix temps es va graduar a la Facultat de Dret de la Universitat de Belgrad.
És autor d'un gran nombre de curtmetratges, drames i sèries de televisió. Els projectes en què va participar com a guionista o director es van mostrar en un gran nombre de festivals d'arreu del món.
Des de 1985, va treballar com a editor i director al Programa Científic, va ser editor responsable de la Secció de Medi Ambient de l'Acadèmia d'Arts i Ciències Cinematogràfiques de Sèrbia, i després va ser editor de l'Oficina Editorial de Programes i Sèries de Radio-Televizija Srbije.
Va guanyar el premi al millor director al Festival de Cinema Científic de Belgrad, l'any 1982, per dirigir la pel·lícula Kako se snima naučni film.

## Filmografia
- 1979. Elektra opus 1979 (director i guionista)
- 1988. Neka čudna zemlja (director i guionista)
- 1993. Vizantijsko plavo (director i guionista)
- 2001. Bumerang (director i guionista). Premi a la millor banda sonora a la XXIII edició de la Mostra de València[3]
- 2004. Diši duboko (guionista)
- 2016. Muzika u Velikom ratu (director)
- 2016. Književnost u Velikom ratu (director)
- 2019. Pijavice  (director, guionista i productor)